# Макьейра, Диего
Диего Макьейра (исп. Diego Maquieira Astaburuaga; род. 10 июля 1951, Сантьяго) – чилийский поэт.

## Биография
Сын дипломата, ребенком жил в Перу, Мексике, Боливии, Эквадоре, США. Дебютировал книгой стихов в 1975. Переводил Кавафиса. Наибольшую известность приобрели его сборники Тиранка (1983) и Си-Харриер (1986), которые критика относит к необарокко. После долгого перерыва выпустил в 2012 новую книгу стихов Аннапурна.

## Произведения
- Upsilon (1975)
- Bombardo (1977)
- La Tirana, Tempus Tacendi, Santiago, 1983
- Los Sea-Harrier en el firmamento de eclipses (1986, расширенное издание – 1993)
- La Tirana; Los Sea Harrier, Tajamar Editores, Santiago, 2003 (обе предыдущие книги в одном томе; переизд. 2007, исправленное издание – 2012)
- El Annapurna (2012)